# Biofilia (revista)
Biofilia va ser una revista publicada a Barcelona entre 1935 i 1937, durant la Segona República Espanyola. De temàtica naturista i nudista, va ser fundada per Joan Sanxo i Farrerons, conegut pel pseudònim «Laura Brunet». Descrita per Eduard Masjuan com una de les «de millor qualitat pel que fa al naturo-desnudisme i a la qüestió social», en ella hi van col·laborar autors com Alfonso Martínez Rizo, Mariano Viñuales o José Alloza. Va ser criticada en la publicació Flama.